# Arno Geiger
Arno Geiger (ur. 22 lipca 1968 w Bregencji, Vorarlberg) – austriacki pisarz.

## Życiorys
Arno Geiger dorastał w miejscowości Wolfurt, w Vorarlbergu. Studiował filologię germańską, historię starożytną oraz komparatystykę w Innsbrucku i Wiedniu. W 1993 r. napisał pracę dyplomową pod tytułem Die Bewältigung der Fremde in den deutschsprachigen Fernreisetexten des Spätmittelalters. Rok później otrzymał pierwsze stypendium za osiągnięcia naukowe.
W latach 1986–2002 brał czynny udział w letnim festiwalu kulturowym Bregenzer Festspiele. W 1996 i 2004 r. Geiger uczestniczył w konkursie o nagrodę literacką Ingeborg-Bachmann-Wettbewerb w austriackim Klagenfurcie.
W 2011 r. jego powieść Der alte König in seinem Exil (Stary król na wygnaniu) została nominowana do nagrody literackiej Preis der Leipziger Buchmesse. W październiku 2005 r. został wyróżniony nagrodą Deutscher Buchpreis za swoją powieść Es geht uns gut (U nas wszystko dobrze).
Od 1993 r. Geiger mieszka w Wiedniu i tworzy jako niezależny pisarz.

## Wyróżnienia
- 1994: Nachwuchsstipendium des österreichischen Bundesministeriums für Wissenschaft und Kultur
- 1998: Abraham Woursell Award, Nowy Jork
- 1999: Vorarlberger Literaturstipendium
- 2001: Förderungspreis beim Carl-Mayer-Drehbuchwettbewerb, z Tobiasem Albrechtem, Graz
- 2005: Förderpreis zum Friedrich-Hölderlin-Preis der Stadt Bad Homburg
- 2005: Deutscher Buchpreis, za Es geht uns gut
- 2008: Johann-Peter-Hebel-Preis
- 2010: Literaturpreis der Vorarlberger Buch- und Medienwirtschaft
- 2011: Friedrich-Hölderlin-Preis der Stadt Bad Homburg (Hauptpreis)
- 2011: Literaturpreis der Konrad-Adenauer-Stiftung
- 2011: Preis „Die zweite Realität” der Stiftung Sonnweid, Schweiz, za Der alte König in seinem Exil
- 2011: Ehrenpreis (Kategoria Medien- und Öffentlichkeitsarbeit) des Deutschen Hospiz- und PalliativVerbandes, za Der alte König in seinem Exil
- 2011: Johann-Beer-Literaturpreis, za Der alte König in seinem Exil
- 2012: Literaturpreis der österreichischen Industrie – Anton Wildgans
- 2013: Hörspiel des Monats August, za Das Haus meines Vaters hat viele Zimmer